# Nesreča raketoplana Columbia
Nesreča raketoplana Columbia, ki se je zgodila 1. februarja 2003, je ena najhujših nesreč v zgodovini vesoljskih poletov. Raketoplan Columbia je zgorel 16 minut pred predvidenim pristankom ob vstopu v Zemljino atmosfero zaradi odpovedi toplotnega ščita tik pred koncem odprave STS-107. Umrlo je vseh sedem astronavtov.
Domneva se, da je bil za nesrečo kriv udarec kosa zaščitne pene iz glavnega tanka v sprednji rob levega krila. Tu je poškodoval del toplotnega ščita, ki je na tem mestu izpostavljen najvišjim temperaturam (tam se namreč vroča plazma najbolj približa raketoplanu). Visoka temperatura je nato počasi uničila notranjo strukturo krila, kar je sprva pomenilo odpoved posameznih sistemov v tem krilu, kasneje pa je to povzročilo nekontroliran let in razpad raketoplana.
Sprva ta napaka ni bila vidna, ko pa je bila Columbia na višini približno 70 km, so amaterski opazovalci na tleh videli prvi del, ki je odpadel z raketoplana. Temu je sledilo še nekaj odpadlih delov in približno v tem času so v centru za nadzor vesoljskih poletov v Houstonu zaznali povišano temperaturo na več mestih. Sprva niso posumili na kakšno napako, saj se je povišana odčitana temperatura pojavljala tudi pri prejšnjih misijah.
Opazovalci na tleh so opazili še več bliskov in odpadlih delov, nad Teksasom pa so začeli odpovedovati tudi ostali senzorji tlaka in temperature v levem krilu, ravno tako so telemetrijski podatki kazali na odpoved hidravličnih sistemov. Nadzorni center je o tem obvestil posadko raketoplana, kmalu zatem pa je bila zveza prekinjena, ravno tako prenos telemetrijskih podatkov z raketoplana. Kontrola v Houstonu ni pomislila na kaj hujšega in je poskusila ponovno vzpostaviti zvezo z raketoplanom. Kmalu so začela prihajati poročila o močnem poku in razpadu raketoplana, kar so opazovali opazovalci na tleh. Šele takrat je vodja kontrolnega centra razglasil izredno situacijo.
Oblasti so pozvale prebivalce, naj se zaradi prisotnosti strupenih snovi delov raketoplana ne dotikajo in naj njihovo lokacijo sporočijo iskalnim ekipam. Kljub temu, da so napovedale tudi stroge sankcije za vse, ki bi posedovali te dele, so se na internetu kmalu pojavili oglasi za prodajo najdenih delov.
Vsi raketoplani so bili prizemljeni vse do misije STS-114, ki jo je 26. julija 2005 opravil raketoplan Discovery.